# Silvia Roederer
Silvia Roederer là nữ nghệ sĩ dương cầm, người Mỹ gốc Argentina, được nhắc tới nhờ tài năng biểu diễn dương cầm tại những Lễ hội và liên hoan âm nhạc hoặc tưởng niệm nghệ sĩ lớn ở Hoa Kỳ.

## Tiểu sử và sự nghiệp
Silvia sinh ra ở Buenos Aires thuộc Argentina. Khi cô 7 tuổi, gia đình di cư đến Denver thuộc Colorado. Tại đây, Silvia bắt đầu học dương cầm và được đào tạo ở trường Âm nhạc Eastman Rochester, NY rồi lấy bằng tốt nghiệp tại Đại học Nam California ở Los Angeles. Silvia  đã được học tập dưới sự hướng dẫn của các nghệ sĩ dương cầm nổi tiếng đương thời là giáo sư John Perry, David Burge và Menahem Pressler.
Silvia Roederer được chú ý nhiều sau khi đoạt giải thưởng của cuộc thi dương cầm quốc tế mang tên Joanna Hodges năm 1981, sau đó là đoạt giải thưởng của cuộc thi dương cầm lần thứ năm ở Jacksonville, Florida và năm 1994. Ngoài ra, Silvia còn có tiếng trong các buổi diễn độc tấu dương cầm  ở Los Angelas, tham gia biểu diễn tưởng niệm quý bà Myra Hess ở Chicago, trong chương trình hòa nhạc tưởng niệm Myra Hess được thực hiện nhờ lòng hảo tâm của Pearl G. Barnett, Peggy và Steve Fossett Foundation, Paul M. Angell Family Foundation, National Endowment vì nghệ thuật, Sage Foundation, Pauls Foundation, cũng như Union League Club của Chicago.
Từ những năm cuối của thập niên 1990, Silvia tham gia bộ ba Verdehr Trio, gồm nhóm ba violon-clarinet-piano đã tạo ra một môi trường âm nhạc thính phòng mới trong 30 năm với hơn 150 tác phẩm được biểu diễn.  Nhóm cũng đã biểu diễn trên khắp nước Mỹ và gần đây đã lưu diễn tại châu Âu, Nam Mỹ và Trung Quốc.
Silvia hiện là chủ tịch Keyboard Area và là người hướng dẫn về phương pháp sư phạm cho dương cầm tại Đại học Western Michigan ở Kalamazoo, Michigan. Bà đã nhận được giải thưởng "Giảng dạy xuất sắc" năm 2017 do Trường Cao đẳng Mỹ thuật trao tặng, trong học kỳ cuối cùng trước khi nghỉ việc tại WMU.